# Verdilly
Verdilly ist eine französische Gemeinde  mit 455 Einwohnern (Stand: 1. Januar 2022) im Département Aisne in der Region Hauts-de-France. Sie gehört zum Arrondissement Château-Thierry, zum Kanton Château-Thierry und zum Gemeindeverband Région de Château-Thierry.

## Geografie
Die Gemeinde Verdilly liegt drei Kilometer nordöstlich von Château-Thierry. Am Nordrand der Gemeinde verläuft die Autoroute A4 und parallel die Eisenbahn-Schnellfahrstrecke LGV Est européenne. Umgeben wird Verdilly von den Nachbargemeinden Bézu-Saint-Germain im Norden, Épieds im Norden und Nordosten, Mont-Saint-Père im Osten, Gland im Südosten, Brasles im Süden sowie Château-Thierry im Südwesten und Westen.

## Bevölkerungsentwicklung
| Jahr                       | 1962 | 1968 | 1975 | 1982 | 1990 | 1999 | 2006 | 2014 | 2022 |
| Einwohner                  | 235  | 231  | 230  | 263  | 386  | 424  | 446  | 459  | 455  |
| Quellen: Cassini und INSEE |      |      |      |      |      |      |      |      |      |

## Sehenswürdigkeiten
- Kirche Saint-Gervais-et-Saint-Protais aus dem 12. Jahrhundert
- Schloss Verdilly, heute Landwirtschaftsschule
- Wasserturm

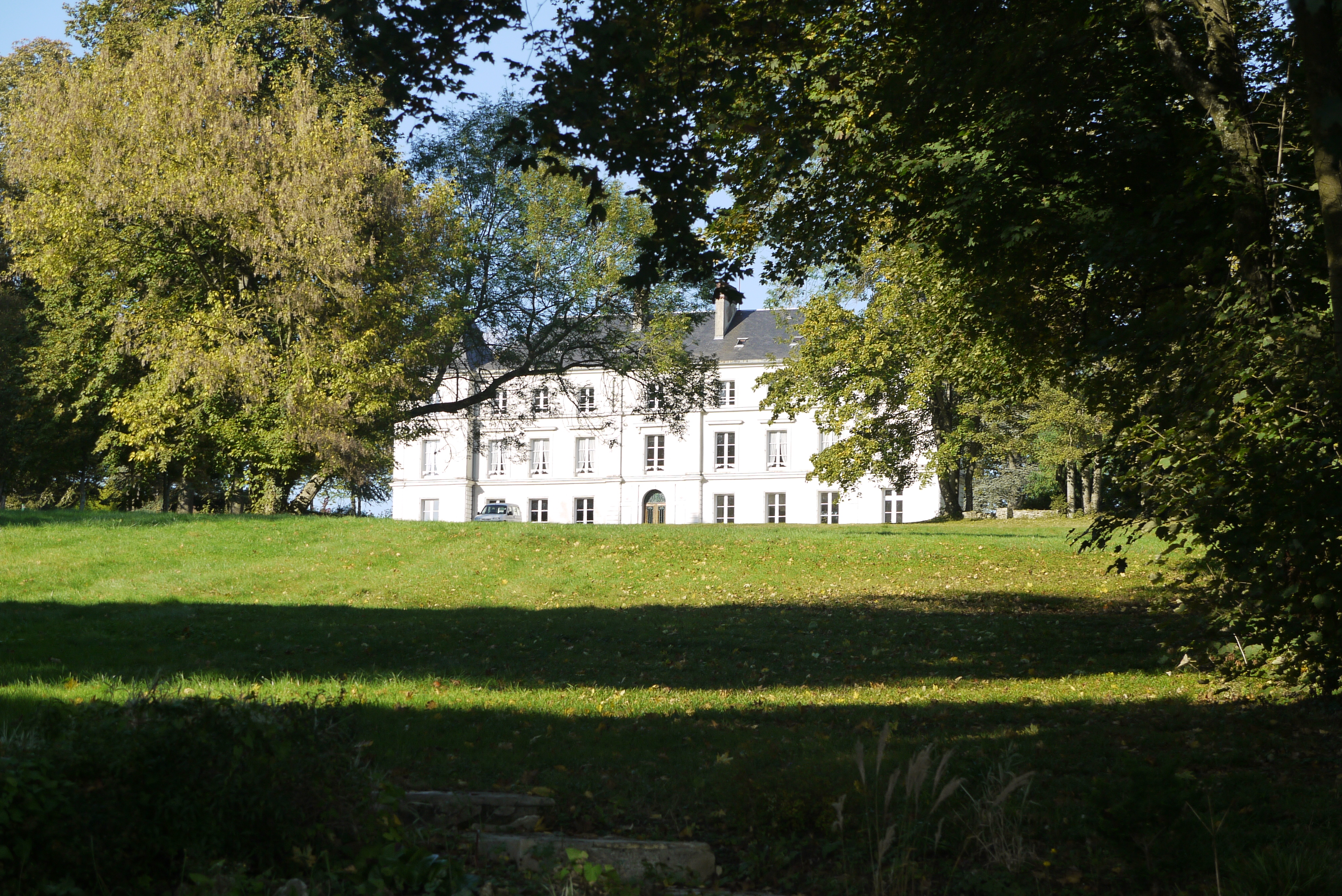
Schloss Verdilly
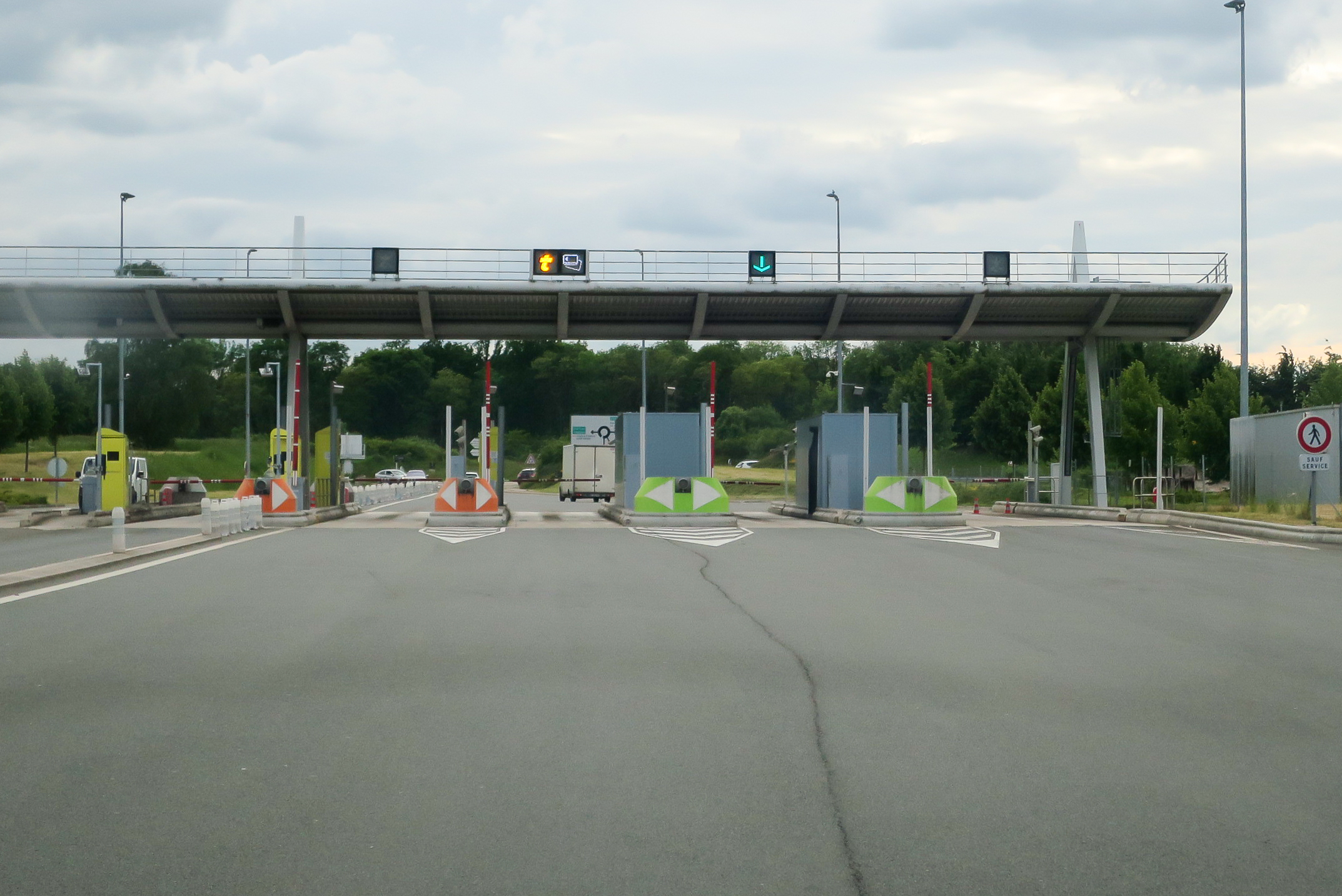
Mautstation an der A 4